# Scheggia e Pascelupo
Scheggia e Pascelupo település Olaszországban, Umbria régióban, Perugia megyében. Lakosainak száma 1232 fő (2023. január 1.). Scheggia e Pascelupo Cantiano, Costacciaro, Frontone, Gubbio, Sassoferrato és Serra Sant’Abbondio községekkel határos.

## Népesség
A település lakossága az elmúlt években az alábbi módon változott:
| Lakosok száma | 1374 | 1349 | 1232 |
|               | 2017 | 2018 | 2023 |